# Vibriobactina
La vibriobactina es un sideróforo catecólico bacteriano que provee de hierro biodisponible a la bacteria Vibrio cholerae.

## Estructura y biosíntesis
Los componentes de la vibriobactina son: tres unidades de ácido hipogálico (ácido 2,3-dihidroxibenzoico), dos de treonina (Thr), y una de norspermidina (NSPD). El ácido hipogálico es proveniente de la ruta del ácido shikímico por una serie de enzimas: VibA, VibB, y VibC. El ácido hipogálico está enlazado a la NSPD por VibE, VibB y VibH en orden y formas DHB-NSPD. Por otro lado, DHB actúa por condensación y ciclización con Thr por VibE, VibB, y VibF para formar la molécula heterocíclica enlazada en VibF: DHB-Thr-VibF.
DHB-NSPD Y DHB-Thr-VibF es conjugado por VibF para formar la vibriobactina.